# 伊斯兰教中的阿拉伯语
阿拉伯语是伊斯兰教中的标准礼拜语言，通常在教育和礼拜中发挥着特殊作用。许多穆斯林将古兰经视为神启——人们相信它是真主用阿拉伯语向穆罕默德直接启示的话语。 因此，其他语言的《古兰经》译本并不被视为《古兰经》本身；相反，它们被视为解释性文本，试图传达《古兰经》信息的翻译。. 无论如何，尽管这些经文对于宗教实践而言不合法，但它们通常被伊斯兰宗教当局接受为非阿拉伯语人士的解释指南 伊斯兰教学者必须学习和解读古典阿拉伯语的《古兰经》。根据四个公认的逊尼派法学派，要求《呼图白》完全以古典阿拉伯语进行宣讲。
伊斯兰教关注阿拉伯语的历史根源可能来自前伊斯兰时代的阿拉伯诗歌传统，其中的文学诗人认为阿拉伯语言具有无法翻译的特殊诗意品质。 这一传统一直延续到今天，人们相信穆罕默德所说的古典阿拉伯语是“纯洁的”和“未受污染的”。
穆斯林信奉每天祈祷五次的戒律，即“祈祷”，其中通常包括诵读《古兰经》中的段落。然而，绝大多数穆斯林的母语不是阿拉伯语，因此许多人认为有必要学习该语言才能参与日常祈祷。 几乎所有穆斯林都相信，阿拉伯语的《古兰经》是穆罕默德通过天使使者加百列口述自真主的抄本，并在天国的米拉吉找到。 然而，这种信仰并不是所有穆斯林都具有的，而是随着时间的推移，通过伊斯兰教的发展而逐渐出现的.